# Opsin
Opsin (zu altgriechisch ὄψις ópsis „Sehen, Wahrnehmung, Auge“) bezeichnet den Proteinanteil eines Sehpigments, das insgesamt aus einem Protein sowie einem Chromophor besteht. Im englischen Sprachraum findet sich die Bezeichnung Opsin allerdings oft auch für das gesamte Sehpigment.
Opsine gehören zur Superfamilie der heptahelicalen Transmembranproteine bzw. G-Protein-gekoppelten Rezeptoren. Der Chromophor ist ein Terpenoid, meist 11-cis-Retinal (Retinal 1) oder 11-cis-3,4-Dehydro-Retinal (Retinal 2).
Es gibt zwei verschiedene Gruppen von Opsinen, die Skotopsine oder Stäbchen-Opsine, die in den Stäbchen für das Sehen in der Dämmerung und Dunkelheit verantwortlich sind, sowie die Photopsine oder Zapfen-Opsine, die in den Zapfen das Farbsehen ermöglichen. 11-cis-Retinal bildet dabei zusammen mit dem Stäbchen-Opsin das lichtempfindliche Pigment-Molekül Rhodopsin, das den Prozess der visuellen Signaltransduktion in den Stäbchen auslöst, und zusammen mit den verschiedenen Zapfen-Opsinen die bei verschiedenen Farben absorbierenden Iodopsine (siehe unten), die dasselbe in den Zapfen besorgen.

## Lokalisierung
Opsin wird bei Wirbeltieren im Wesentlichen in der Verbindung mit Retinal im Außensegment der Photorezeptoren eingelagert. Bei den Stäbchen sitzt das Rhodopsin in den Disks und deckt dort 90 % des gesamten Proteingehalts der Struktur ab. In den Zapfen befinden sich die dem Rhodopsin entsprechenden Iodopsine in Membraneinfaltungen. Bei Insekten und anderen Tieren mit Photorezeptoren des Rhabdomer-Typs wird das Protein in die Membran des Mikrovillisaums der Sehzellen eingebaut.

## Nomenklatur
Die bekanntesten in tierischer Retina gefundenen Pigmentmoleküle heißen wie das Protein mit jeweils einem Präfix zur Kennzeichnung ihrer Eigenfarbe oder aber Komplementärfarbe. Dieser heuristische, dabei aber inkonsistente Ansatz zur Benennung wird den später erzielten Forschungsergebnissen zwar nicht gerecht, ist aber bis in die Gegenwart in Verwendung, woraus sich viele Missverständnisse ergeben, die vor allem in der Sekundärliteratur und fachübergreifenden Lehre zu Tage treten.
So wurden die Namen der unterschiedlichen Sehpigmente zunächst häufig aus einem ihre eigene Farbe charakterisierenden Präfix, gefolgt vom Wort -opsin, gebildet. So war etwa Cyanopsin das blaue Sehpigment und Chloropsin das gelb-grüne Sehpigment. Nachdem erkannt wurde, dass die Farbabsorption des kompletten Sehpigments nur wenig seinem Chromophor, dafür umso mehr von der räumlichen Anordnung des Opsin-Proteins abhängt, wurden diese Bezeichnungen allmählich geändert und bezeichnen jetzt eher den Einsatzort oder die Sensitivität des Pigments, oft auch das gesamte Sehpigment (und nicht nur seinen Proteinanteil) als Opsin. Dementsprechend spricht man neuerdings beispielsweise nur noch vom rot-sensitiven oder LW-Opsin (langwelliges Opsin bzw. long wavelength opsin). Lediglich beim farbneutralen Sehpigment der Stäbchen dominiert weiterhin sein historischer Trivialname Rhodopsin (Sehpurpur).
Die nachfolgenden Absätze versuchen einen Überblick über die verschiedenen momentan gebräuchlichen Nomenklaturen der Opsine zu geben, wobei noch einmal darauf hingewiesen wird, dass diese zum Teil recht uneinheitlich sind:

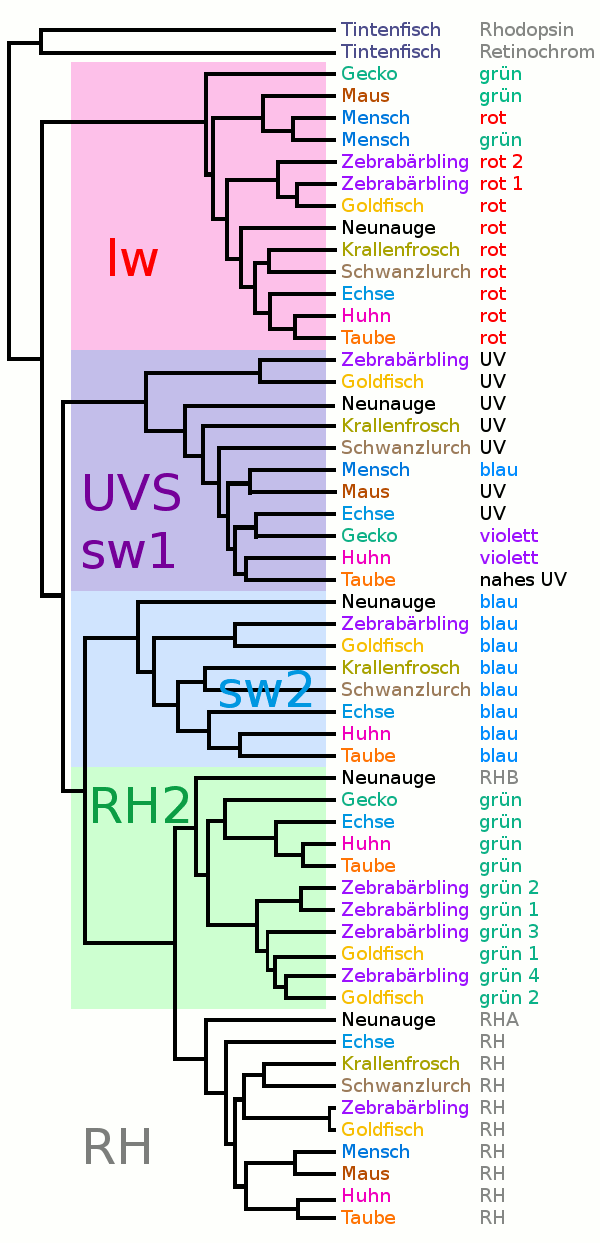
Stammbaum der Opsine bei Tieren (Typ 2 Opsine)
Bei den Wirbeltieren gibt es 5 Gruppen von zum Sehen verwendeten Opsinen. 4 davon dienen üblicherweise dem Farbensehen in den Zäpfchen, und eine dem Sehen in Dämmerung und Dunkelheit in den Stäbchen. In der folgenden Graphik steht lw (für langwellig – rot markiert) für ein Opsin das im langwelligen Bereich am besten absorbiert. Die meisten untersuchten Arten sehen damit im roten Bereich, einige im grünen Bereich. Bei den Menschenaffen hat sich das Gen verdoppelt und eine Variante ist mutiert, sodass wir damit grün und rot sehen können, bei dem Zebrabärbling ist das ebenfalls geschehen und er unterscheidet hiermit zwei verschiedene Rottöne. Das zweite Opsin dient bei den meisten Wirbeltieren zur Wahrnehmung von UV-Licht und heißt deshalb UVS oder aus sw1 (für short wave 1) einige Tiere sehen damit violett, der Mensch sieht damit blau. Ein weiteres Opsin dient bei den Wirbeltieren, die es besitzen zur Wahrnehmung von blauem Licht. Bei den Säugetieren und damit auch beim Menschen ist es verlorengegangen. RH2 ist so abgekürzt, weil es dem Rhodopsin auffallend ähnlich ist und dient bei den Arten, die es besitzen der Wahrnehmung von grünem Licht. RH (Rhodopsin) dient dem Sehen bei Dämmerung und Dunkelheit.

### Opsin in der allgemeinen Biosensorik
Rhodopsinals Sehpigment der Tiere (mit und ohne Wirbelsäule) basiert auf Retinal 1 und absorbiert abhängig von der Spezies maximal zwischen 492 nm und 502 nm.
Iodopsinals Sehpigment der Farbsensoren tierischer Polychromaten basiert wie Rhodopsin auf Retinal 1 und absorbiert abhängig von Spezies und Typ des Zapfens maximal bei etwa 350 nm (UV), etwa 420 nm (S), ca. 535 nm (M), ca. 565 nm (L) oder ca. 640 nm (XL).
Porphyropsinals Sehpigment der Süßwasserfische enthält Retinal 2 als Chromophor statt Retinal 1 des Rhodopsin. Sein Absorptionsmaximum liegt bei 522 nm.
Cyanopsinals Sehpigment der Farbsensoren von Süßwasserfischen enthält analog zu Porphyropsin Retinal 2 als Chromophor statt Retinal 1, wie Iodopsin. Es absorbiert bei Wellenlängen maximal, die denen des Iodopsins ähnlich sind.
SkotopsinOpsin der Stäbchen, das mit Retinal 1 zusammen Rhodopsin bildet.
PhotopsinOpsin der Zapfen, das mit Retinal 1 zusammen Iodopsin bildet.

### Probleme der Verwendung des unscharfen Begriffs Opsin
Die Namensgebung darf nicht in aller Strenge so aufgefasst werden, wie man es von kleineren Molekülen aus der Chemie gewohnt ist. So ergeben schon kleine Variationen im Aufbau des Opsin-Proteins unterschiedliche Absorptionsspektren der jeweils verglichenen, individuellen Pigment-Varianten. Das Absorptionsmaximum kann einem „bestimmten“ Opsin also nur bei gleichzeitiger Angabe wenigstens des gebundenen Retinals und der zoologischen Herkunft zugeordnet werden, und selbst dann ist dieser Wert nur als Standardwert der Vertreter dieser angegebenen Spezies zu verstehen. Zudem verwenden unterschiedliche Autoren diese Begriffe in ihren Veröffentlichungen recht uneinheitlich. So wird etwa „Iodopsin“ als Überbegriff für die verschiedenen Pigmente der Zapfen verwendet, obwohl es auch ein ganz spezielles dieser Pigmente bezeichnet. Als „Rhodopsin“ wird zumeist der Sehpurpur der Stäbchen bezeichnet, obwohl in der Fachliteratur bisweilen auch die Signaltransduktion der Zapfen dem „Rhodopsin“ zugeschrieben wird. „Porphyropsin“ wiederum wird meist als Sehpurpur der Süßwasserfische dem „Rhodopsin“ der Landtiere gegenübergestellt, obwohl auch ein Pigment der Zapfen der Altweltaffen diese Bezeichnung trägt. Das „Porphyropsin“ der Stäbchen der Süßwasserfische allerdings besitzt Retinal 2 als Chromophor, während „Porphyropsin“ der Altweltaffen genaugenommen eine Variante der Iodopsine ist, also aus Retinal 1 als Chromophor und einem Zapfen-Opsin als Proteinkomponente aufgebaut ist.

## Konventionen zur Vermeidung von begrifflichen Inkohärenzen
Der Begriff Opsin beschreibt in Singular und Plural jeweils den notwendigen aber nicht hinreichenden Protein-Bestandteil eines Sehpigments.

### Klassifizierung der Opsine nach dem Zelltyp, in dem sie auftreten
SkotopsinDas Opsin von Sehpigmenten, die keine Farbempfindungen in der Verarbeitungskaskade hervorrufen, heißt Skotopsin. Es kommt in den Stäbchen vor.
PhotopsinDas Opsin von Sehpigmenten, dessen Reaktion zu einer Farbempfindung führt, heißt Photopsin. Es kommt in den Zapfen vor.
Schwachstelle dieser Definition: Farbempfindungen sind möglich, sobald zwei Sehpigmente mit unterschiedlicher spektraler Empfindlichkeit vorhanden sind. Unabhängig von deren Namen und Chemie. Farbempfindungen entstehen durch das Vergleichen der Reize verschiedener Sehpigmente. Im Prinzip reicht sogar ein Sehpigment oder Sensor mit verschiedenen vorgeschalteten Filtern aus (Beispiele: MKF-6, RGB-Sensor).

### Klassifizierung der Photopsine in Spektralklassen
Photopsine werden nach dem Absorptionsmaximum des jeweils von ihnen mit dem Chromophor zusammen gebildeten Sehpigments grob in derzeit 5 Spektralklassen eingeteilt:
XL-Opsinist ein Photopsin, das ein Sehpigment für Reize im nahen Infrarot ausbildet.
L-Opsinist ein Photopsin, das ein Sehpigment für Reize im langwelligen VIS bildet.
M-Opsinist ein Photopsin, das ein Sehpigment für Reize im mittleren Frequenzbereich des VIS bildet.
S-Opsinist ein Photopsin, das ein Sehpigment für Reize im kurzwelligen VIS bildet.
UV-Opsinist ein Photopsin, das ein Sehpigment für Reize im nahen Ultraviolett ausbildet.

### Ausnahme von der strengen Konvention
Die beiden bisher besonders gründlich erforschten Klassen von Sehpigmenten unterscheiden sich wesentlich im Chromophor und heißen für Retinal-1-Typen Rhodopsin bzw. für Retinal-2-Typen Porphyropsin. Diese Benennung von Sehpigmenten mit Begriffen, die auf -opsin enden, geht auf die elementaren Arbeiten von George Wald zurück. Sie ist zu stark in der Fachliteratur verankert, als dass sie vermieden werden könnte.

## Übersichtstabelle
| Chromophor                             | Opsin-Typ        | Pigment                            | Absorptions- maximum λmax in nm | Beispiele für das Vorkommen                                                    |
| -------------------------------------- | ---------------- | ---------------------------------- | ------------------------------- | ------------------------------------------------------------------------------ |
| 11-cis-Retinal (Retinal 1)             | Skotopsin        | Rhodopsin                          | 500                             | Wirbeltiere einschließlich des Menschen                                        |
| 11-cis-Retinal                         | UV-Photopsin     | UV-Iodopsin                        | 340                             | Honigbiene                                                                     |
| 11-cis-Retinal                         | S-Photopsin      | S-Iodopsin                         | 430                             | Affen                                                                          |
| 11-cis-Retinal                         | M-Photopsin      | M-Iodopsin                         | 535                             | Affen                                                                          |
| 11-cis-Retinal                         | L-Photopsin      | L-Iodopsin                         | 565                             | Altweltaffen                                                                   |
| 11-cis-Retinal                         | (Apo-)Melanopsin | Holo-Melanopsin                    | 485                             | Mensch (retinale Ganglienzellen)                                               |
| 11-cis-3,4-Dehydro-Retinal (Retinal 2) | Skotopsin        | Porphyropsin                       | 520                             | Süßwasserfische, Amphibien                                                     |
| 11-cis-3,4-Dehydro-Retinal             | UV-Photopsin     | UV-Cyanopsin                       | 360                             | Süßwasserfische, Amphibien                                                     |
| 11-cis-3,4-Dehydro-Retinal             | S-Photopsin      | S-Cyanopsin                        | 420                             | Süßwasserfische, Amphibien                                                     |
| 11-cis-3,4-Dehydro-Retinal             | M-Photopsin      | M-Cyanopsin                        | 530                             | Süßwasserfische, Amphibien                                                     |
| 11-cis-3,4-Dehydro-Retinal             | L-Photopsin      | L-Cyanopsin                        | 580                             | Süßwasserfische, Amphibien                                                     |
| 11-cis-3,4-Dehydro-Retinal             | XL-Photopsin     | XL-Cyanopsin                       | 620                             | Süßwasserfische, Amphibien                                                     |
| 9-cis-Retinal                          | Skotopsin        | Iso-Rhodopsin                      | 485                             |                                                                                |
| 9-cis-Retinal                          | Photopsin        | Iso-Iodopsin                       | 515                             |                                                                                |
| 9-cis-3,4-Dehydro-Retinal              | Skotopsin        | Iso-Porphyropsin                   | 510                             |                                                                                |
| 9-cis-3,4-Dehydro-Retinal              | Photopsin        | Iso-Cyanopsin                      | 575                             |                                                                                |
| 13-cis-Retinal                         | Bakterien-Opsin  | Bakteriorhodopsin, Proteorhodopsin | 560                             | Bakterien (lichtgetriebene Protonenpumpe, siehe auch Chemiosmotische Kopplung) |
| 13-cis-Retinal                         | Halo-Opsin       | Halorhodopsin                      | 570                             | Halobakterien (lichtgesteuerter Chlorid-Kanal)                                 |
| 13-cis-Retinal                         | Channel-Opsine   | Channelrhodopsine                  | 460 – 535                       | Algen (lichtgesteuerter Kationen-Kanal)                                        |

## Defekte
Defekte in den Opsin-Genen der Zapfen können zur Farbenblindheit führen. Defekte im Opsin-Gen der Stäbchen können zu einer Retinitis pigmentosa führen.

## Mikrobielle Opsine
Grundsätzlich lassen sich zwei Typen von Opsinen unterscheiden:
- Opsine des Typs 1 werden von Prokaryoten (Bacteriorhodopsin und Halorhodopsin[5] bei Archaeen), einigen einzelligen Algen (Channelrhodopsine) und Pilzen verwendet. Sie sind wichtig für die anoxygene Photosynthese bei Prokaryoten.[8]
- Opsine des Typs 2 werden von Tieren genutzt.[6] Opsine dieses Typs gehören zur als Klasse A bezeichneten Proteinfamilie G-Protein-gekoppelten Rezeptoren. Diese Opsine sind  G-Protein-gekoppelte Rezeptoren (GPCRs)[9]

Beide Typen sind Rezeptoren mit sieben Transmembranen und werden durch die kovalente Bindung von Retinal als Chromophor zu Licht wahrnehmenden Photorezeptoren. Sie sind jedoch auf Sequenzebene nicht miteinander verwandt. Die Tatsache, dass sie beide ein Retinal verwenden, ist das Ergebnis einer konvergenten Evolution.
Bei Pilzen wie Blastocladiella emersonii (Blastocladiales), einem begeißelten, früh divergierenden (im Stammbaum stehenden) Pilz, werden Opsine vom Typ 1 für die Phototaxis verwendet.
Bei Spizellomyces punctatus (Chytridiomycetes) wurden jedoch keine Opsine vom Typ 1 gefunden,  dafür jedoch ein mutmaßliches Opsin vom Typ 2.
Dieses hat mit anderen G-Protein-gekoppelten Rezeptoren eine Reihe von konservierten Motiven und Aminosäuren gemeinsam, darunter das Lysin, das dem Residuum 296 im Rinderrhodopsin entspricht – dieses ist für die Netzhautbindung (englisch retinal binding) und die Lichtsensorik von Bedeutung.
Wie das TM-Score (englisch Template modeling score, auch template-based structure modelling) nahelegt, ist es auch strukturell den tierischen Typ-2-Opsinen ähnlich. Zumindest rechnerisch kann es Retinal als Chromophor binden, allerdings bevorzugt 9-cis-Retinal, im Gegensatz zu den meisten klassischen tierischen Typ-2-Opsinen, wie etwa dem Rinderrhodopsin, das im dunklen Zustand an das 11-cis-Retinal bindet
Die biologische Funktion des Opsins von S. punctatus ist noch unbekannt (Stand 2017).
Es ist auch noch nicht klar, ob es sich tatsächlich um ein Opsin vom Typ 2 handelt, da es in der umfassenden Opsin-Phylogenie von Gühmann et al. (2022) fehlt.
Wenn es sich tatsächlich um einen Photorezeptor handeln sollte, dann könnte sich die Lichtempfindlichkeit im Prinzip unabhängig von der andrer Pilze entwickelt haben.